# Football aux Jeux panaméricains de 2007
La compétition de football aux Jeux Panaméricains 2007 a été réalisée du 14 au 26 juillet pour le tableau masculin et du 12 au 17 juillet pour le tableau féminin. Elle s'est déroulée dans les stades suivants: Maracanã, Engenhão, Centre Sportif Miécimo da Silva et le Centre de Football Zico.

## Médailles

### Masculin
| Méd. | Pays | Méd. | Pays | Méd. | Pays |
|      | Équateur |      | Jamaïque |      | Mexique |
|      | Maximo Banguera Wilson Folleco Deison Méndez Roberto Castro Jefferson Pinto Hamilton Chasi Jesús Alcivar Jefferson Montero Edmundo Zura Alex Alcivar Fabricio Guevara Germán Vera Carlos Delgado Alex George Eduardo Bone Israel Chango Fidel Martínez Pablo Ochoa |      | Dwayne Miller Andre Campbell Ajuran Brown Jermaine Jarrett Ricardo Cousins Eric Vernon Keammar Daley James Thomas Edward Campbell O'Brian Woodbine Duwayne Kerr Alanzo Adlam Dawyne Smith John-Ross Doyley Norman Bailey Damaine Thompson Troy Smith Draion McNain |      | Sergio Javier Arias Christian Sánchez Marco Iván Pérez Hugo Ayala José Óscar Recio Alejandro Berber Raul Martínez Rodolfo Salinas Enrique Alejandro Esqueda Moises Adrián Velasco Emmanuel Cerda Aaron Fernández Ever Arsénio Gúzman José Jonathan Piña Eduardo Barron Mario Gallegos Jorge Emmanuel Torres Rodolfo del Real |

### Féminin
| Méd. | Pays | Méd. | Pays | Méd. | Pays |
|      | Brésil |      | États-Unis |      | Canada |
|      | Andréia Suntaque Simone Jatobá Aline Pellegrino Renata Costa Elaine Moura Rosana Augusto Daniela Alves Miraildes Mota Katia Da Silva Marta Silva Cristiane Silva Bárbara Barbosa Delma Gonçalves Andreia Santos Tânia Ribeiro Grazielle Nascimento Daiane Rodrigues Ester Santos |      | Alyssa Naeher Brittany Taylor Nikki Washington Kaley Fountain Teresa Noyola Nikki Marshall Casey Nogueira Lauren Cheney Jessica McDonald Michelle Enyeart Tobin Heath Kylie Wright Lauren Barnes Gina Dimartino Becky Edwards Lauren Wilmoth Kelley O'Hara Chantel Jones |      | Karina LeBlanc Kristina Kiss Melanie Booth Melissa Tancredi Andrea Neil Sasha Andrews Rhian Wilkinson Diana Matheson Candace Chapman Martina Franko Randee Hermus Christine Sinclair Amy Walsh Kara Lang Katie Thorlakson Brittany Timko Any Vermeulen Taryn Swiatek |